# Children of the World
Children of the World es el decimocuarto álbum de estudio de los Bee Gees lanzado en septiembre de 1976. El primer sencillo, «You Should Be Dancing», llegó al #1 de las listas en los EE. UU. El álbum ha vendido más de 2.5 millones de copias a nivel mundial.
Debido a que su mánager Robert Stigwood había finalizado su acuerdo de distribución en los Estados Unidos con Atlantic Records, el productor de dicha compañía Arif Mardin, quien había producido los dos álbumes anteriores, no pudo trabajar con el grupo. En un esfuerzo por mantener el mismo sonido, los Bee Gees grabaron en el mismo estudio (Criteria Studios (en Miami), usando el mismo ingeniero (Karl Richardson) y coproduciendo el álbum ellos mismos con Richardson y su amigo, Albhy Galuten. El esfuerzo tuvo éxito, logrando que el nuevo álbum lograra tres exitosos sencillos, incluyendo un #1 en los Estados Unidos, tal cual como su predecesor Main Course.

## Lista de temas
Todas las composiciones por Barry, Robin y Maurice Gibb exceptuando las indicadas.
1. «You Should Be Dancing» – 4:16
2. «You Stepped Into My Life» – 3:25
3. «Love So Right» – 3:34
4. «Lovers» – 3:36
5. «Can't Keep a Good Man Down» – 4:43
6. «Boogie Child» – 4:12
7. «Love Me» – 4:01 (Barry & Robin Gibb)
8. «Subway» – 4:26
9. «The Way it Was» – 3:19 (Barry & Robin Gibb/Blue Weaver)
10. «Children of the World»– 3:07

### Outtakes
1. «Walk before you run» (26 de febrero de 1976, Criteria Studios)
2. «The feel» (6 de marzo de 1976, Criteria Studios)
3. «Boogie summer»(2 de abril de 1976, Criteria Studios)
4. «Tomorrow night» (8 de abril de 1976, Le Studio)
5. «I think I'm losing you» (25 de abril de 1976, Le Studio)

## Personal
- Barry Gibb - Guitarra, Voz
- Robin Gibb - Voz
- Maurice Gibb - Bajo, Voz
- Gary Brown - Saxofón
- Dennis Bryon - Batería
- Alan Kendall - Guitarra
- Joe Lala - Percusión
- George Perry - Bajo
- Stephen Stills - Percusión
- Blue Weaver - Teclado, Sintetizador Arp

- Datos: Q860614